# 伊兹丁·萨利姆

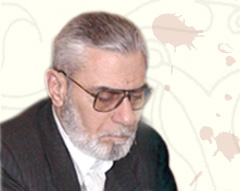
伊兹丁·萨利姆

伊兹丁·萨利姆（阿拉伯语：عزالدين سليم，英语：Ezzedine Salim） ，又名阿卜杜勒-扎赫拉·奥斯曼·莫罕迈德（1943年—2004年5月17日，阿拉伯语：عبدالزهرة عثمان محمد，英语：Abdelzahra Othman Mohammed） ，是一位伊拉克作家、哲学家和政治活动家。他出生于伊拉克城市巴士拉，在年轻时即开始学习宗教和政治。

## 早期活动
在19岁时，伊兹丁·萨利姆加入了什叶派穆斯林的政党“伊斯兰号召党”，其成员很快就注意到，由于该党主张推翻萨达姆的阿拉伯复兴社会党、建立什叶派政权，并长期从事反对萨达姆的秘密活动，阿拉伯复兴社会党对伊斯兰号召党的活动产生了重大威胁，他在20岁过后离开了伊拉克，去往科威特，做了一名教师。
在科威特经过了一段短暂的时间，萨利姆又去了伊朗，在那里他开始了他的职业生涯，给许多报纸做过编辑，而他的主要工作则是在伊拉克伊斯兰革命最高委员会（Supreme Council for the Islamic Revolution in Iraq，简称SCIRI）中任职。
在伊朗期间，他作为伊斯兰高级学者穆智泰希德（Mujtahid，十二伊玛目派中有资格对于不确定或不可靠的教法问题通过“创制”（伊智提赫德）而得出结论的教法学家）写成了100多部书籍，涉及面非常广泛，包括宗教和政治等方面。
作为一位著名作家，哲学家，思想家和政治活动家，萨利姆以他的政党作为斗争工具，对反对萨达姆的活动进行协调。伊斯兰号召党迅速成为一个强大的反萨达姆集团，并获得了承认和肯定。号召党的活动不仅仅限于伊拉克境内，还涉及伊朗、中东地区和世界其他地方，在多年的活动中积聚了许多支持者，并得到了尊重。
萨达姆的追随者多次策划对萨利姆进行暗杀，他都成功躲避。为了避免被跟踪，他还使用化名进行活动。

## 重返伊拉克
2003年伊拉克战争爆发后，萨利姆与伊拉克其他一些反对萨达姆的政党领导人一起，在美军的保护下于7月返回伊拉克。回到伊拉克后，他成为伊拉克临时管理委员会的重要成员，并于2004年5月1日起担任临时管理委员会主席，任期至5月31日止。在临时管理委员会中，萨利姆属于温和派。他主张通过谈判方式，消除伊拉克境内反对美英联军的抵抗活动，并为解决费卢杰反美武装力量与驻伊美军之间的武装冲突作出过努力。他还曾充当驻伊美军与什叶派反美派别领导人穆克塔达·萨德尔（Muqtada al-Sadr）之间的调解人。但身为伊拉克人，萨利姆同样认为，作为占领军的联军在2004年6月30日向伊拉克人民移交权力之后应该撤出伊拉克，由伊拉克人民自己决定自己的命运。

## 遇刺身亡
萨利姆在担任伊拉克临时管理委员会主席一职任内，于2004年5月17日在距离驻伊联军总部所在“绿区”一个入口的检查站大约200米处遭遇自杀式汽车炸弹袭击身亡。爆炸发生在当地时间17日上午9时30分左右。爆炸发生时，萨利姆的座车正和另外3辆汽车一起在路上。
事发后，美军迅速封锁了现场周围地区。死者除萨利姆外还有9人，包括萨利姆的司机和助手，另有6名伊拉克人和2名美军士兵受伤。